# La Bataille du pont Milvius

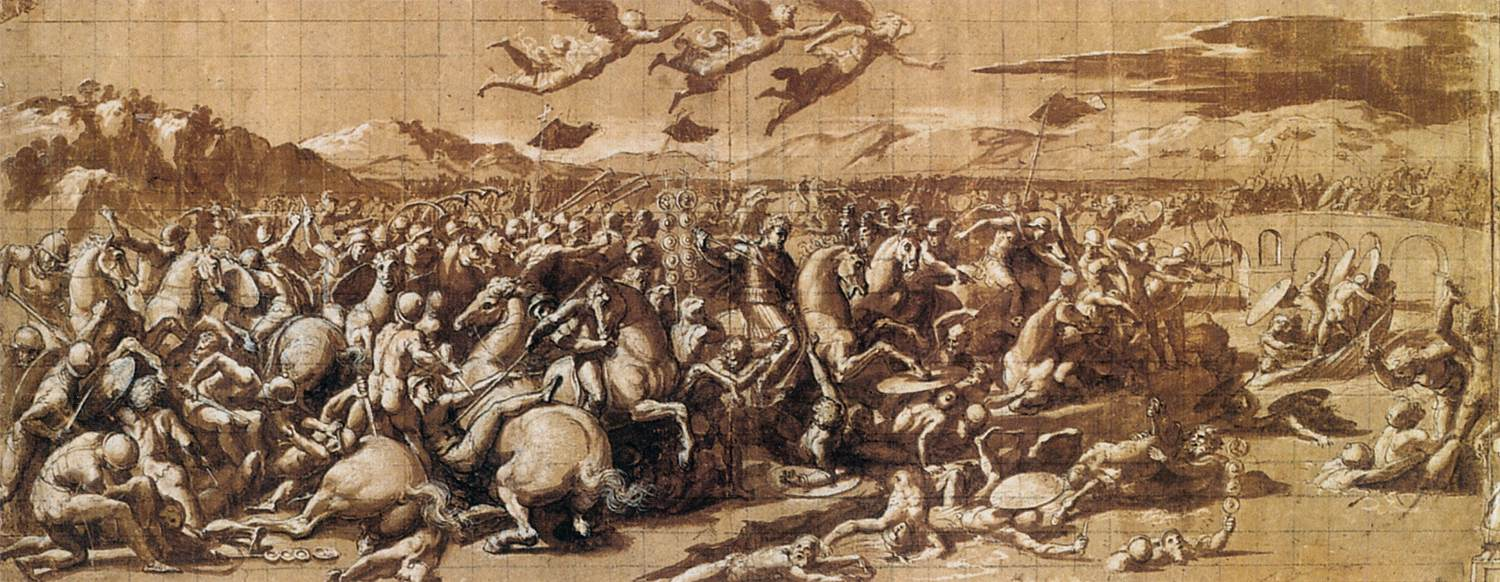
Le carton de la fresque au Louvre.

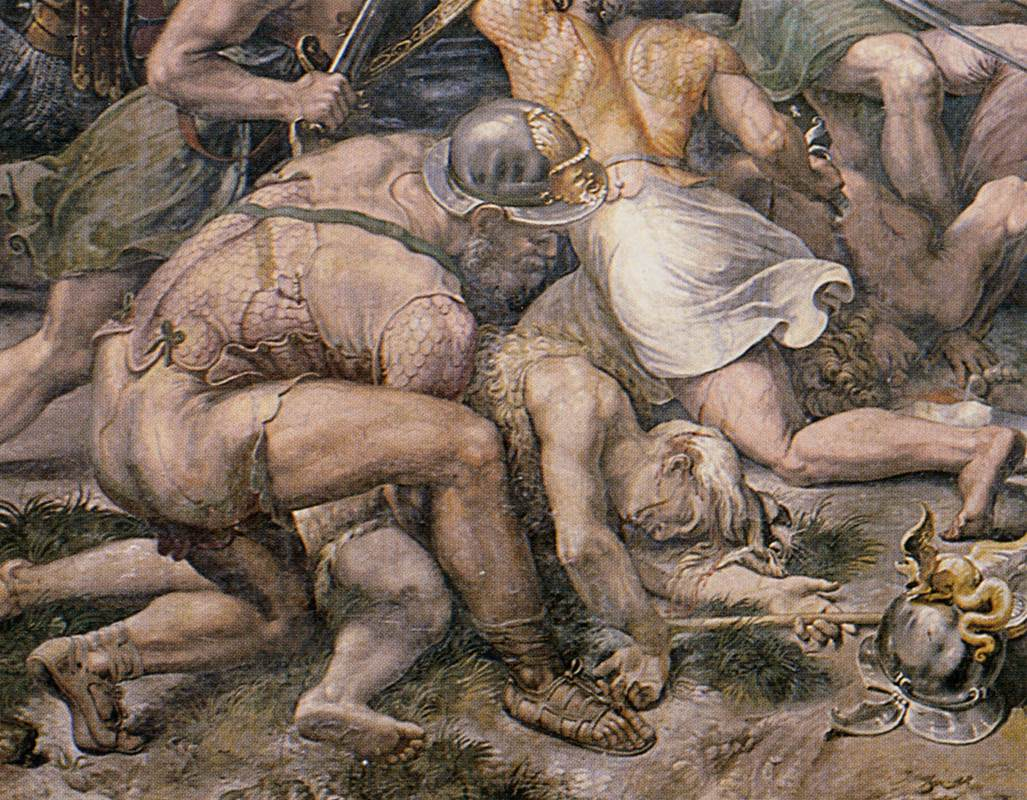
Détail.

La Bataille du pont Milvius est une fresque (376 x 851cm) de l'école de Raphaël, datant de 1520-1524, située dans la Salle de Constantin, l'une des Chambres de Raphaël au Vatican.

## Histoire
La décoration de la Salle de Constantin, la dernière des Chambres de Raphaël, est commandée par Léon X en 1517. Raphaël, chargé de mille engagements, a juste eu le temps de réaliser les dessins préparatoires et d'entamer une sorte de frise pour le premier mur, avant de mourir subitement le 6 avril 1520. Le travail est ensuite poursuivi par ses élèves, parmi lesquels se distinguent surtout Jules Romain et Giovan Francesco Penni.
En 1524, à l'époque de Clément VII, la décoration doit déjà être terminée, lorsque Jules Romain part pour Mantoue. Développant les thèmes de la Chambre d'Héliodore et de celle L'Incendie de Borgo, la Salle de Constantin est dédiée à la victoire du christianisme sur le paganisme et à l'affirmation de la primauté de l'Église romaine, avec des références évidentes à la délicate situation contemporaine. Vasari attribue la Bataille du pont Milvius à Jules Romain, également auteur du dessin préparatoire maintenant au musée du Louvre, que d'autres l'attribuent à Giovan Francesco Penni, sans préjuger d'une composition initiale de Raphaël.

## Description et style
Le sujet de la peinture est la bataille du pont Milvius, lorsque Constantin vainc Maxence. La scène de bataille paroxystique est inspirée des reliefs des sarcophages romains et d'autres monuments ; l'empereur, par exemple, est calqué sur celui de la frise de Trajan sur l'arc de Constantin.
Au centre, Constantin marche triomphalement sur un cheval blanc, broyant ses ennemis sous ses sabots. Les troupes adverses se tiennent devant lui, mais s'inclinent devant son avance imparable. Sur la droite, le pont Milvius est couvert de soldats ; dans la rivière, les bateaux de l'armée de Maxence sont frappés et renversés par les archers, tandis que d'autres soldats tombent à l'eau à cause de la poussée du combat ; parmi ceux-ci, en bas à gauche, Maxence est à cheval, reconnaissable à la couronne sur sa tête, désormais inévitablement voué à la défaite. Au-dessus, trois apparitions angéliques confirment l'issue divine de la bataille.
En arrière-plan, en haut à gauche, un bâtiment représente probablement la Villa Madame, alors en construction selon les plans de Raphaël.

## Source de traduction
- (it) Cet article est partiellement ou en totalité issu de l’article de Wikipédia en italien intitulé « Battaglia di Costantino contro Massenzio » (voir la liste des auteurs).